# رایان وودز (بازیکن فوتبال، زاده ۱۹۹۳)
رایان وودز (انگلیسی: Ryan Woods؛ زادهٔ ۱۳ دسامبر ۱۹۹۳ بازیکن فوتبال اهل بریتانیا است.
از باشگاه‌هایی که در آن بازی کرده‌است می‌توان به باشگاه فوتبال شروزبری تاون و باشگاه فوتبال برنتفورد اشاره کرد.